# Château de la Faye (Charente)
Pour les articles homonymes, voir Château de la Faye.
Le château de la Faye est situé à Deviat en Charente, à un kilomètre au sud du bourg et à une trentaine de kilomètres au sud d'Angoulême.

## Historique
L'origine du château de la Faye remonte au XIIIe siècle, et était le siège d'une importante seigneurie, qui s'étendait sur les paroisses de Deviat, Bessac et Nonac. Le château féodal était entouré de larges douves alimentées par trois étangs superposés.
Pendant la guerre de Cent Ans, il appartenait aux Montendre, et, le château étant protégé par des forêts, la population y avait trouvé refuge derrière ses remparts cernés de ses douves. Au XVe siècle, Mathurin de La Touche (ou de La Tousche) devient seigneur du lieu de par son mariage avec Perrette de Montendre.
À la fin de la guerre, en 1454, Mathurin de La Touche, seigneur de la Faye, de retour après avoir servi le roi, retrouve son château intact, contrairement à la campagne alentour qui avait été désertée. Il redélimite son territoire et exerce haute, moyenne et basse justice. Son suzerain est le baron de Blanzac.
En 1585, Jacques Goulard (ou Goullard), fils de François Goulard, seigneur de Touvérac, épouse Françoise de La Touche, héritière du domaine. En 1726, Jean Goulard meurt sans héritier direct, et lègue la Faye à sa cousine germaine, Jeanne Souchet, comtesse de Saint-Simon. En ce début du XVIIIe siècle, son fils Louis-Gabriel de Saint-Simon et son épouse Jacquette Pineau de Viennay font démolir le château féodal et édifier le corps de logis mansardé actuel.
À la Révolution, Claude-Anne, le fils de Louis-Gabriel, et sa famille émigrent et le château est mis en vente. Le château n'est acheté qu'en 1809 par M. Périer, notaire à Blanzac. Au début du XIXe siècle sont détruits la chapelle en ruines, les communs et les étables. Divers propriétaires se succèdent aux XIXe et XXe siècles et font des aménagements. Le château est sauvé de l'abandon en 1990.

## Architecture
Le château consiste en un corps de logis faisant face au sud-ouest, avec une aile en presque retour d'équerre au nord-ouest. L'ensemble est construit sur un terre-plein circulaire de 50 mètres de diamètre isolé par les douves aujourd'hui sèches, jadis ceint de murs et de tours.
L'accès est par une allée rectiligne bordée de marronniers puis de deux bâtiments peut-être du début du XIXe siècle. Le château fait face à  cette allée, mais il faut le contourner par l'ouest pour y entrer au nord par un pont à deux arches franchissant les douves. On arrive alors à une vaste esplanade dans la cour.
Le corps de logis remonte au XVIIe siècle et a été remanié au XIXe siècle. Il est coiffé d'un toit mansardé percé de petites lucarnes à fronton triangulaire. Les fenêtres du rez-de-chaussée et du premier étage ont été dotées de meneaux au XIXe siècle. Une fenêtre sur sa façade nord date encore du XVe ou XVIe siècle.
Sa façade sud est flanquée d'un pavillon carré à l'est et d'une petite avancée plus ancienne à l'ouest.
L'aile en retour en équerre est du XVIe siècle, avec un toit de tuiles plates à deux versants assez pentus. Les meneaux du premier étage semblent d'origine. Les deux pignons sont du XVe siècle. Sur le linteau de la porte d'entrée située à l'est, est gravée une tête féminine avec fraise et inscription dans un phylactère « HOSPITI ».
Le château est inscrit monument historique depuis le 23 octobre 1992.

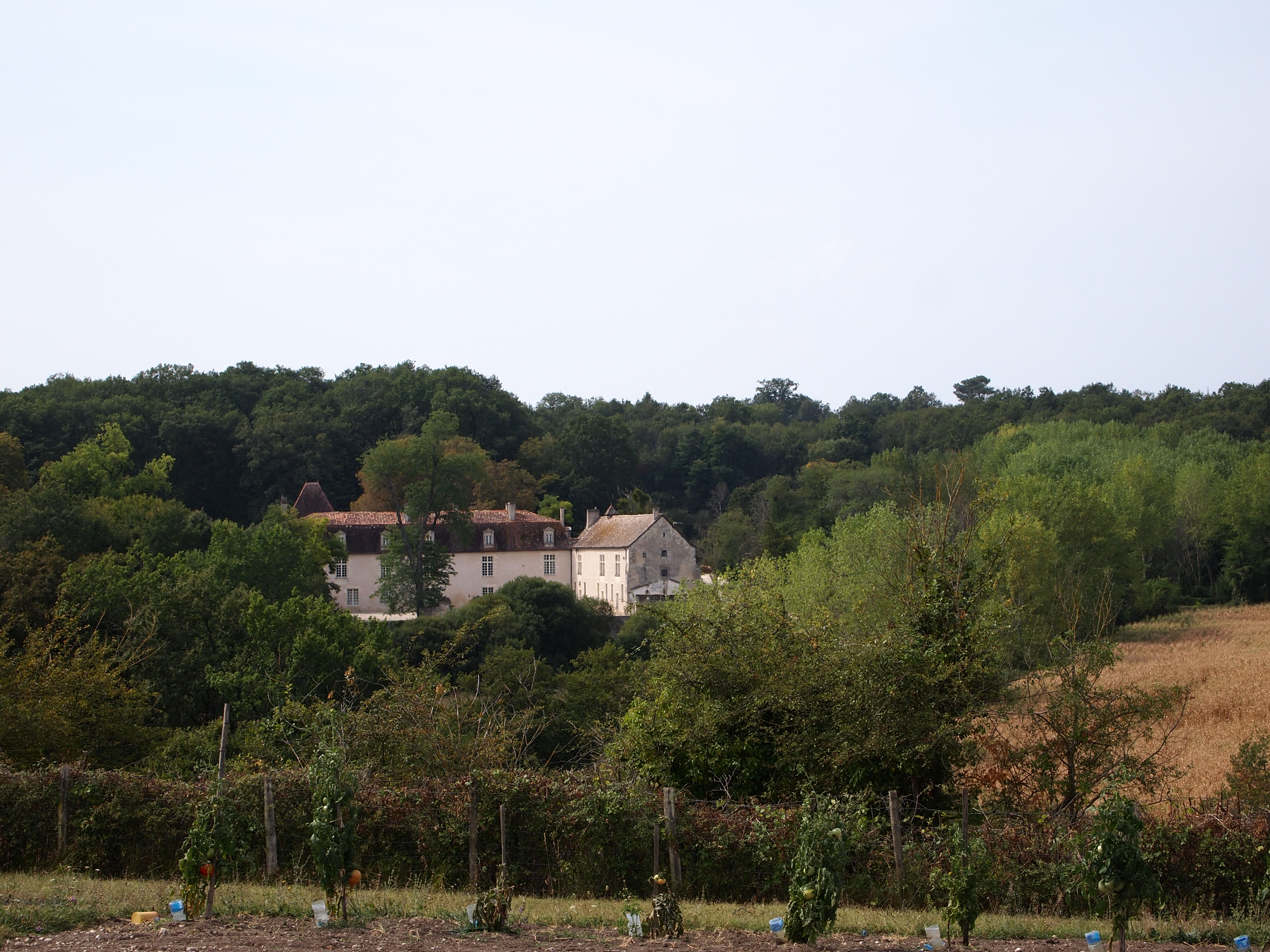
Le château vu du nord-est.